# Boa Viagem (Recife)
Boa Viagem é um extenso e populoso bairro nobre situado na Zona Sul da cidade do Recife, capital de Pernambuco, Brasil. Uma das suas principais características é a sua posição ao longo do Oceano Atlântico, onde também fica a praia de Boa Viagem. A avenida Boa Viagem, que corta o bairro por completo, é a beira-mar. O bairro nobre possui uma das maiores aglomerações por metro quadrado da população da cidade, tendo em vista a grande quantidade de edifícios. Em virtude de sua costa praiana, considerada uma das mais bonitas praias urbanas do Brasil, existem diversos hotéis no local.
Boa Viagem é o bairro mais rico da zona sul do Recife e um dos mais ricos da cidade, embora não seja o mais desenvolvido, devido principalmente às favelas do bairro, como a Entra Apulso, Tancredo Neves e Bruno Veloso. Possui uma infraestrutura com lojas, restaurantes, bares, hotéis, boates, escolas e grandes edifícios, principalmente na Avenida Boa Viagem, o endereço residencial mais requintado da cidade. Trata-se ainda hoje do lugar mais disputado por empresas do mercado imobiliário, assim como a Barra da Tijuca no Rio de Janeiro. 
Delimita-se com os bairros de Piedade, na cidade de Jaboatão dos Guararapes e Pina que tem uma praia homônima. Seu IDH em 2000 era o segundo maior da cidade do Recife sendo de 0,974, superado apenas pelo IDH do bairro da Jaqueira.

## História

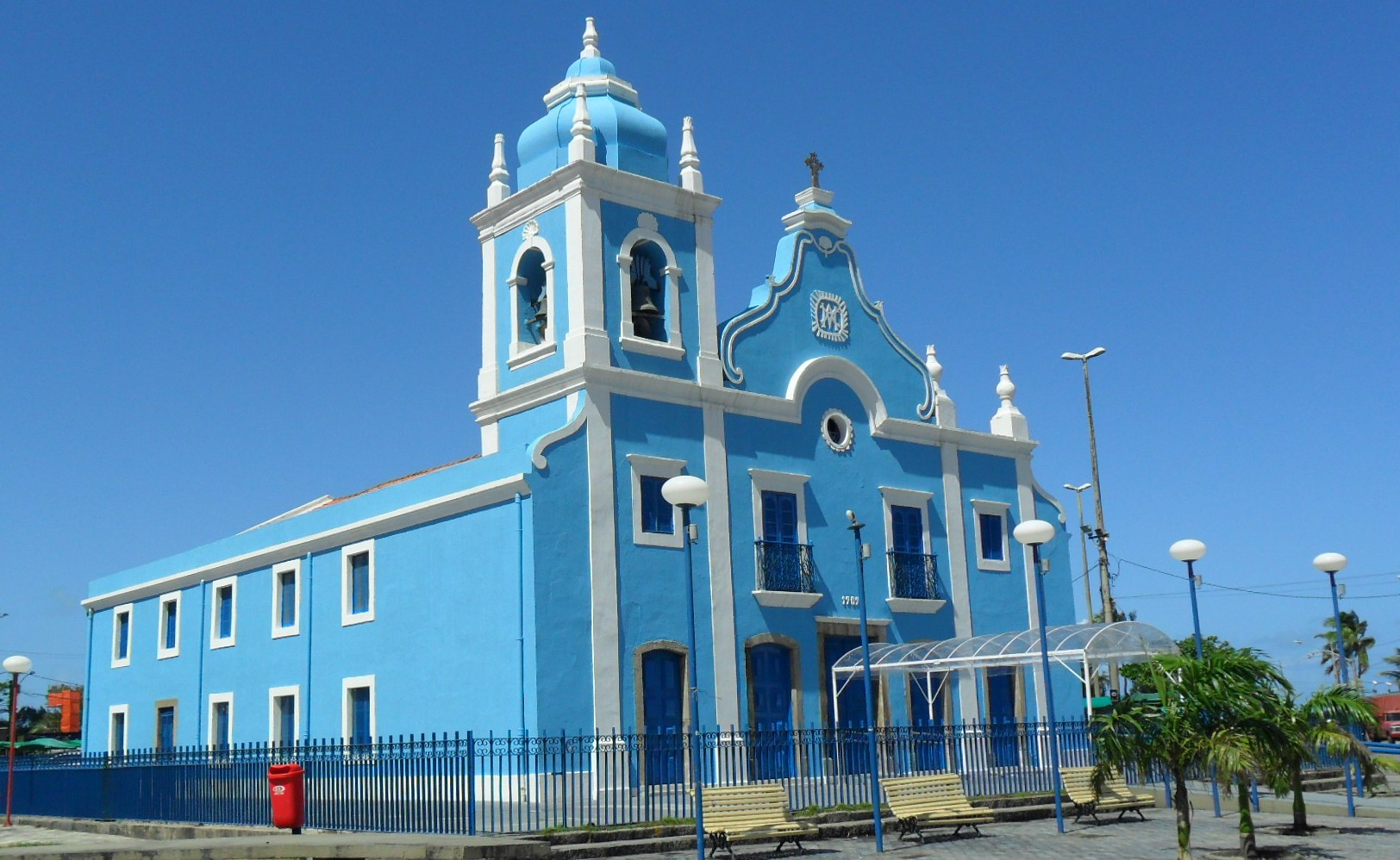
Igreja de Nossa Senhora da Boa Viagem, que deu nome ao bairro.

No início do século XVIII, em terras doadas por Baltazar da Costa Passos e sua esposa, foi construída, por iniciativa do Padre Leandro de Carvalho, uma igreja dedicada à Nossa Senhora da Boa Viagem em razão da devoção dos pescadores que habitavam o então pequeno povoado. A capela deu nome à praia e ao bairro que cresceria ao seu redor.
A urbanização só ganhou impulso no início do século XX, com a construção da avenida Boa Viagem. Mesmo assim ainda era um bairro de veraneio. Os primeiros arranha-céus do bairro, os edifícios Holiday (1957), Acaiaca (1958) e Califórnia (1960), foram feitos originalmente como endereços de veraneio. Tornou-se realmente residencial no fim dos anos 70, aliado à construção do Shopping Recife.

## Dados
Vista Aérea Boa Viagem
- IDH: 0,974
- Área territorial (hectare): 753

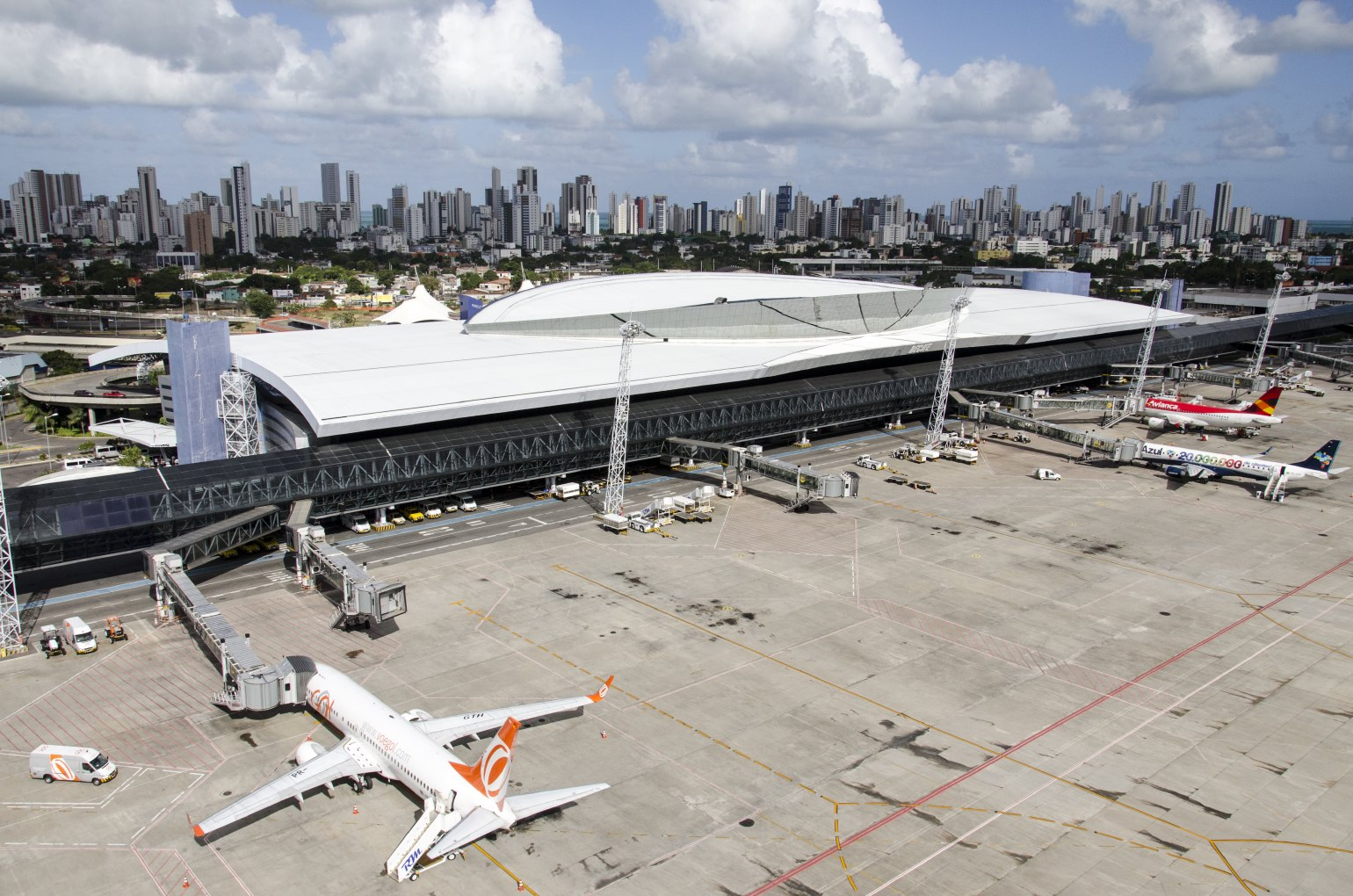
Boa Viagem ao fundo, vista a partir do Aeroporto Internacional do Recife.

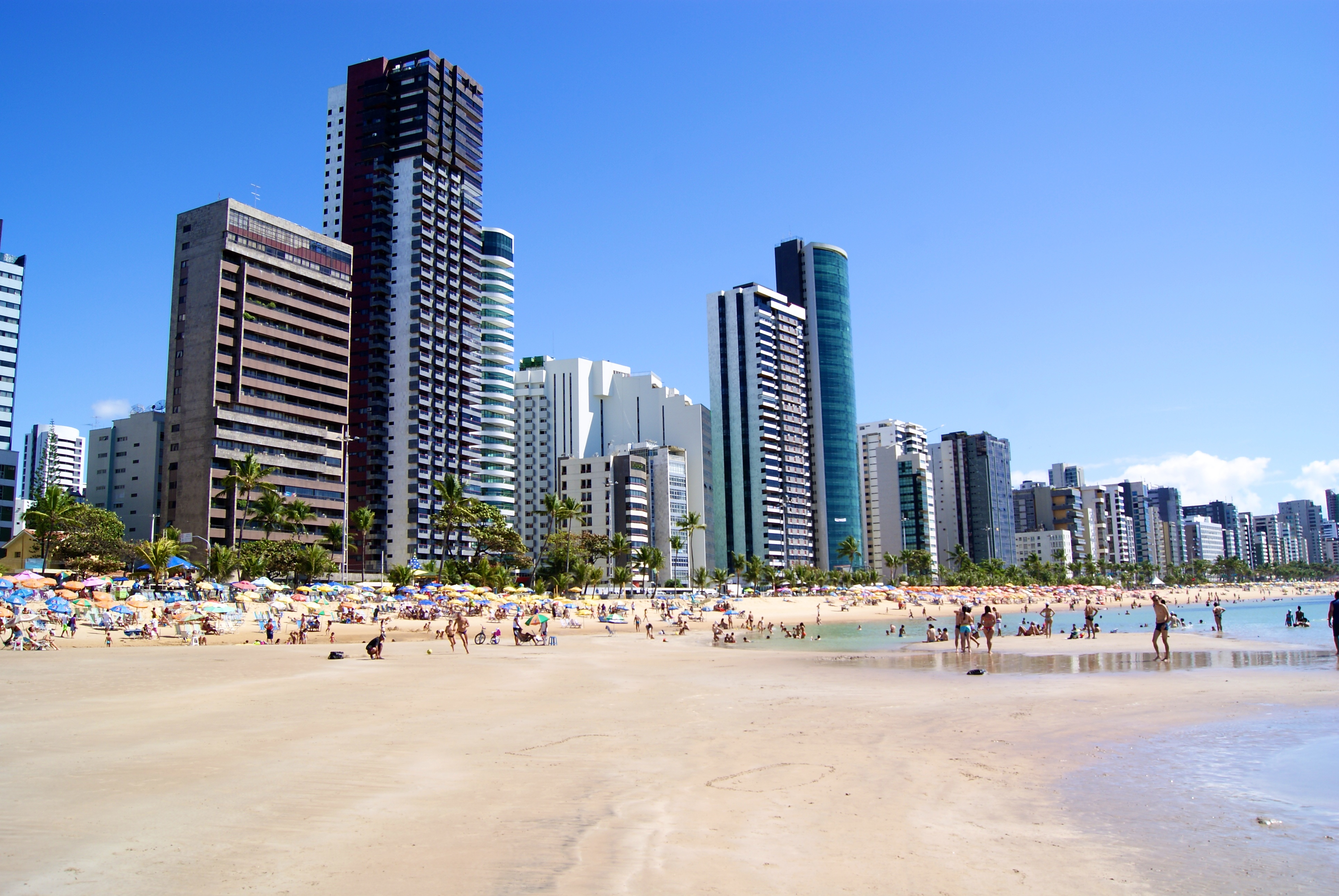
Boa Viagem é um dos bairros mais populosos do Recife

- Valor do Rendimento Nominal Médio Mensal dos Domicílios: R$ 7.108
- População residente: 122.922 habitantes
- População residente por sexo:

Masculina: 55.044
Feminina: 67.878
- População por faixa etária:

0 - 4 anos: 6.102
5 - 14 anos: 12.970
15 - 17 anos: 4.693
18 - 24 anos: 13.865
25 - 59 anos: 65.017
60 anos e mais: 20.275
- Taxa de alfabetização da população de 10 anos e mais: 97,6%
- Densidade:

Demográfica (habitante/hectare): 163,17
Domiciliar (habitante/domicílio): 2,9
- Proporção de mulheres responsáveis pelo domicílio: 42,92%
- Domicílios: 42.272

Domicílios: 42.272
Imóveis residenciais: 35.856
Imóveis não-residenciais: 7.764
Terrenos: 6.506
- Zonas especiais de interesse social (ZEIS) no bairro: Borborema, Entra Apulso, Ilha do Destino.
- Fonte: Censo do IBGE (2000) e Prefeitura da Cidade do Recife

## Principais vias
- Avenida Conselheiro Aguiar
- Avenida Boa Viagem
- Avenida Domingos Ferreira
- Avenida Visconde de Jequitinhonha
- Rua Antônio Falcão
- Rua Setúbal
- Rua dos Navegantes

## Setúbal
Setúbal é uma subdivisão informal da área mais meridional do bairro de Boa Viagem. Tal subdivisão não é reconhecida na estrutura geopolítica do município, de acordo com a Lei Municipal nº 16.293, de 22 de janeiro de 1997, a qual define as suas regiões político-administrativas.
Por ele passa um canal denominado Canal de Setúbal, que se encontra na principal avenida do bairro, a Visconde de Jequitinhonha. Essa avenida é porta de saída da cidade do Recife, realizando a divisa com a cidade Jaboatão dos Guararapes ao sul.
A orla do bairro também se encontra na avenida Boa Viagem, assim como todo o bairro de Boa Viagem e do Pina. O diferencial da orla em relação aos outros bairros deve-se a sua estreita faixa de areia, decorrente do constante avanço do mar. Barreiras artificiais foram e estão sendo criadas pela prefeitura para tentar minimizar o problema.